# Rhönblick
Rhönblick är en kommun i Landkreis Schmalkalden-Meiningen i förbundslandet Thüringen i Tyskland.